# Kōryō (Nara)
Kōryō (広陵町 Kōryō-chō?) es un pueblo localizado en la prefectura de Nara, Japón. En julio de 2019 tenía una población estimada de 33.512 habitantes y una densidad de población de 2.056 personas por km². Su área total es de 16,30 km².
Se usó como capital provisional de Japón durante los años 640-642, en el Palacio Kudara.  Kudara es una referencia al reino coreano de Baekje y "Koryo" es una referencia a Corea. Aun así, el kanji  en el nombre de la ciudad literalmente se traduce a 'muchas tumbas', dado que la ciudad tiene una de las concentraciones más altas de kofun en Japón.
Kōryō tiene dos distritos distintos, Mamigaoka y Kasa. Mamigaoka es un barrio relativamente nuevo con casas, muchas tiendas y restaurantes. Es mucho más rico que Kasa, el cual es a veces llamado 'Ciudad Vieja'. Kasa es principalmente agrícola, aunque también tiene una fuerte industria de fabricación de calcetines. Kōryō produce el 40% de los calcetines de Japón.

## Geografía

### Localidades circundantes
- Prefectura de Nara
  - Kashihara
  - Kashiba
  - Yamatotakada
  - Kawai
  - Kanmaki
  - Tawaramoto
  - Miyake

## Demografía
Según datos del censo japonés, la población de Kōryō ha aumentado en los últimos años.
| Año del censo | Población |
| ------------- | --------- |
| 1995          | 29.457    |
| 2000          | 31.444    |
| 2005          | 32.810    |
| 2010          | 33.070    |
| 2015          | 33.487    |

## Personas notables de Kōryō
- Tadahiro Nomura, uno del más famoso competidores de judo en Japón
- Toyokazu Nomura, yudoca retirado